# Alejandro Garnacho
Artikeln följer den spanska namnseden; faderns efternamn är Garnacho och moderns efternamn Ferreyra.
Alejandro Garnacho Ferreyra, född 1 juli 2004 i Madrid, Spanien, är en argentinsk fotbollsspelare som spelar för Manchester United i Premier League. Han spelar även för Argentinas landslag.

## Klubbkarriär
Garnacho debuterade i Premier League den 28 april 2022 i en 1–1-match mot Chelsea, där han blev inbytt på stopptid mot Anthony Elanga.
Lördagen den 25 maj 2024, under FA-cupfinalen där Manchester United mötte Manchester City, gjorde Garnacho mål tillsammans med lagkamraten Kobbie Mainoo som också gjorde mål, för att ge sitt lag en 2-1-seger och lyfta pokalen, vilket säkrade automatisk Europakvalificering för United. De två tonåringarna slog därmed ett 20-årigt rekord som tidigare hållits av Cristiano Ronaldo sedan 2004.
Garnacho vann 2024 priset Fifa Puskás Award för snyggaste fotbollsmålet 2023, för ett mål han gjorde mot Everton föregående säsong.